# سوزان لاندو فينش
سوزان لاندو فينش (بالإنجليزية: Susan Landau Finch)‏ هي منتجة أفلام أمريكية، ولدت في 13 أغسطس 1960 في لوس أنجلوس في الولايات المتحدة.

## وصلات خارجية
- سوزان لاندو فينش على موقع IMDb (الإنجليزية)
- سوزان لاندو فينش على موقع ألو سيني (الفرنسية)
- سوزان لاندو فينش على موقع أول موفي (الإنجليزية)
- سوزان لاندو فينش على موقع قاعدة بيانات الفيلم (الإنجليزية)
- سوزان لاندو فينش على موقع كينوبويسك (الروسية)